# Kireji
Kireji (切れ字, literalmente "palabra cortante") se trata de una categoría especial de palabras utilizadas en ciertos tipos de poesía tradicional japonesa. Es considerado como un requisito en el haiku tradicional, así como en el hokku, o verso inicial, tanto del renga clásico como de su derivado renku (haikai no renga). No existen equivalentes exactos de kireji en español o en inglés y su función puede ser difícil de definir.
Se dice que proporciona apoyo estructural al verso. Cuando el kireji se coloca al final de un verso, proporciona un final digno, concluyendo el verso con una mayor sensación de cierre. Usado en medio de un verso, corta brevemente la corriente de pensamiento, indicando que el verso consta de dos ideas medio independientes una de la otra. En tal posición, indica una pausa, tanto en el ritmo como en la estructura gramatical, y puede dar un toque emocional a la frase que la precede.

## Lista dekirejicomunes
El genero japonés del renga clásico, un género de poesía colaborativa japonesa que se caracteriza por la creación conjunta de poemas por múltiples autores, desarrolló una tradición de 18 kireji, que fueron adoptados por el haikai y utilizados desde entonces tanto para el renku como para el haiku,  los más comunes de los cuales se enumeran a continuación: 
- ka (か): énfasis; cuando al final de una frase, indica una pregunta
- kana (哉/かな): énfasis; Generalmente se puede encontrar al final de un poema, indica asombro.
- -keri (〜けり): sufijo verbal exclamativo, pasado perfecto
- -ramu or -ran (〜らむ/〜らん): sufijo verbal que indica probabilidad
- -shi (〜し): sufijo adjetivo; generalmente se usa para terminar una cláusula
- -tsu (〜つ): sufijo verbal; presente perfecto
- ya (や): enfatiza la palabra o palabras anteriores. Cortar un poema en dos partes implica una ecuación, al tiempo que invita al lector a explorar su interrelación.

## Uso
El hokku y el haiku constan de 17 sílabas japonesas, o on (una unidad fonética idéntica a la mora), en tres frases métricas de 5, 7 y 5 on respectivamente. Un kireji generalmente se coloca al final de una de estas tres frases.
Cuando se coloca al final de la frase final (es decir, el final del verso), el kireji lleva al lector de nuevo al principio, iniciando un patrón circular. 
Una gran cantidad de hokku, incluidos muchos de los de Bashō, terminan con -keri, un verbo auxiliar exclamativo, o con la partícula exclamativa kana, las cuales inician un patrón circular. 
Colocado en otra parte del verso, un kireji realiza la función paradójica de cortar y unir; no solo corta el ku en dos partes, sino que también establece una correspondencia entre las dos imágenes que separa, lo que implica que la última representa la poetic essence (本意 hon'i?)  de la primera,  creando dos centros y a menudo generando una comparación, ecuación o contraste implícito entre los dos elementos separados. 
El autor del hokku debe componer un verso sintácticamente completo capaz (solo entre los versos de un poema vinculado) de sostenerse por sí solo, probablemente porque el hokku, como primer verso del renku o renga, prepara el escenario para el resto del poema y, por lo tanto, no debe quedar abierto a modificaciones evidentes en el siguiente verso. La forma convencional de garantizar que un hokku tenga dicha integridad lingüística es incluir un kireji .  

## En español, haiku y hokku
El kireji, o palabra de corte, es un elemento fundamental en la poesía haiku japonesa, que introduce una pausa o un cambio significativo en el tono del poema. Sin embargo, no tiene un equivalente directo en español. En la traducción de haiku y hokku al español, el kireji se suele reemplazar por signos de puntuación como comas, puntos y comas, o puntos suspensivos para simular el efecto de corte que produce en japonés, Esto puede implicar el uso de pausas significativas o cambios de verso que logren un efecto similar al del kireji japonés.Su ausencia en otros idiomas plantea retos para los traductores, quienes deben encontrar maneras alternativas de capturar su efecto.

## Ejemplos
Estos son ejemplos de los kirejis mas comunes:

### Ya
Expresa admiración, incertidumbre, interrogación. Suele aparecer al final del primer verso. Da énfasis y divide al poema en dos partes que se yuxtaponen e inevitablemente se unen:

Haru-kase / ya
Tooshi / wo/ dakite
oka / ni / tatsu
Viento de primavera:
con todo mi coraje,
erguido en la colina.
Kyoshi
Osoki / hi / ya  
kodama / kikoyuru
Kyoo / no / sumi  

El lento día;
ecos que se escuchan
por las esquinas de Kyoto.
Buson

### Kana
Indica el asombro del autor por el objeto, la escena, el lugar, o el suceso. Por lo general se puede encontrar al final de un poema. Da énfasis a las palabras que lo anteceden.
osoki hi no
tsumorite, tôki
mukashi kana  
Los días lentos
se apilan, evocando
un viejo antaño
Buson

### Keri
Sufijo de verbo. Antigua forma de pasado. Muestra el paso del tiempo y su emoción consiguiente. Con frecuencia aparece al final del haiku.

Hana / no / kage 
aka no / tanin / wa 
nakari / keri

A la sombra de los cerezos en flor,
personas del todo extrañas
no hay ya.
Issa

Un ejemplo donde aparece en mitad del haiku:

Ooyuki / to / narikeri / seki / no / tozashidoki

Se levanta
gran tempestad de nieve
al tiempo de cerrar la barrera
Buson